# Renate Verhoeven
Renate Verhoeven est une joueuse de football néerlandaise née le 28 juin 1995, évoluant au poste de gardienne de but. 

## Biographie
Renate Verhoeven commence sa carrière au Prinses Irens. Elle joue ensuite au FC Utrecht, au SV Saestum et au PSV/FC Eindhoven.
À partir de 2014, elle joue en Belgique, au Standard de Liège. En juin 2016, elle retourne aux Pays-Bas, dans le nouveau club inscrit en Eredivisie: Achilles '29. En 2018, elle est transférée à DTS Ede, club de 2e niveau avec lequel elle remporte le championnat en mai 2019.

## Palmarès
- Championne de Belgique en 2016 avec le Standard de Liège
- Vainqueur de la BeNe Ligue en 2015 avec le Standard de Liège

## Statistiques

### Ligue des Champions
- 2014-2015 : 2 matchs avec le Standard de Liège
- 2015-2016 : 1 match avec le Standard de Liège